# Juxtapose
Juxtapose – piąty album Tricky’ego, nagrany we współpracy z DJ Muggsem i Dame Grease. Dwa utwory z DJ Muggsem trafiły na pierwszy i jedyny singel promujący album, „For Real” („Pop Muzik”, cover piosenki grupy M) i na japońską edycję Juxtapose („Who”). Martina Topley-Bird nie brała udziału w nagraniu albumu; zamiast niej śpiewa Kioka Williams. W dwóch utworach wystąpił brytyjski raper Mad Dog.

## Spis utworów
1. „For Real” (Blackmon/Keller/Muggerud/Thaws) – 3:29
2. „Bom Bom Diggy” (Blackmon/Tetth/Thaws) – 4:05
3. „Contradictive” (Muggerud/Thaws) – 3:04
4. „She Said” (Thaws) – 3:30
5. „I Like the Girls” (Blackmon/Tetth/Thaws) – 2:57
6. „Hot Like a Sauna” (Blackmon/Tetth/Thaws) – 4:19
7. „Call Me” (Muggerud, Thaws) – 3:35
8. „Wash My Soul” (Muggerud, Thaws) – 3:51
9. „Hot Like a Sauna” (Metal Mix) (Blackmon/Tetth/Thaws) – 3:35
10. „Scrappy Love” (Muggerud, Thaws) – 3:13